# Lutha Rato
Lutha Rato is een bestuurslaag in het regentschap Belu van de provincie Oost-Nusa Tenggara, Indonesië. Lutha Rato telt 886 inwoners (volkstelling 2010).